# Ana Jara
Ana Ethel del Rosario Jara Velásquez (Ica, 11 maggio 1968) è una politica e avvocata peruviana.
È stata presidente del Consiglio dei ministri del Perù dal luglio 2014 all'aprile 2015, terminando il suo incarico a seguito della sfiducia espressa dal parlamento il 31 marzo 2015.

## Biografia
Nata ad Ica l'11 maggio 1968, studia giurisprudenza e scienza politica presso l'Università nazionale San Luigi Gonzaga. Successivamente consegue un master in diritto alla stessa università. Dopodiché comincia a lavorare come notaia.

### Carriera politica
Si avvicina alla politica nel 2006, in occasione delle elezioni generali, nelle quali si candida al Parlamento per la regione di Ica con il partito "Unione per il Perù". Qui non risulta eletta. Nello stesso anno, vista la sconfitta, si candida alle elezioni regionali come governatrice della regione sempre di Ica, questa volta nella lista del Partito Nazionalista Peruviano. Arriva in terza posizione.
Nel 2011 si ricandida al Congresso della Repubblica, venendo eletta all'interno della coalizione "Il Perù vince" (formata, tra gli altri, dal PNP). All'interno del Parlamento ricopre il ruolo di presidente della commissione delle relazioni estere.
Nel dicembre 2011, durante la presidenza di Ollanta Humala, entra a far parte del gabinetto politico del primo ministro Óscar Valdés Dancuart, giurando come ministra delle donne e dello sviluppo sociale (in seguito rinominato ministra delle donne e della popolazione vulnerabile), sostituendo la politica Aída García Naranjo.
A seguito della formazione di un altro governo, nel febbraio 2014 lascia il suddetto ministero per entrare invece in quello del lavoro e della promozione dell'impiego.
Dopo le dimissioni del primo ministro René Cornejo, avvenute nel luglio 2014, Ana Jara assume il ruolo di presidente del Consiglio dei ministri. Nell'agosto seguente, dopo due tentativi con esito negativo, lei e il suo governo ricevono la fiducia del Parlamento.
Nel marzo dell'anno successivo i partiti d'opposizione presentano una mozione di censura contro la prima ministra e il suo governo, secondo cui i servizi segreti del paese monitoravano da tempo imprenditori, giornalisti e politici dell'opposizione. Viene chiesto quindi il voto per la rimozione di Ana Jara, perché accusata di non essere riuscita a controllare l'agenzia.
Ciò provoca quindi, dopo la votazione concorde del Congresso, le dimissioni della prima ministra. Viene sostituita da Pedro Cateriano.